# Церковь Покрова Пресвятой Богородицы (Дятлицы)
Церковь Покрова Пресвятой Богородицы или Покровский храм — действующий православный храм Гатчинской епархии Русской православной церкви в деревне Дятлицы Ломоносовского района Ленинградской области. Церковь построена в середине XVIII века.
Памятник архитектуры регионального значения.

## История и архитектура
Точная дата постройки храма в Дятлицах не определена. Предположительно его возвели в промежуток между 1731 и 1793 годами. Наличие более ранней церкви зафиксировано на камне-памятнике, сохранившемся на юге от храма, где говорится о строительстве церкви Рождества Богородицы. Наиболее ранее церковные документы относятся же к 1793 году. Есть версия строительства храма 1771 году.
Нынешнее здание возведено на средства графа Кирилла Разумовского, гетмана Запорожского, генерал-фельдмаршала и президента Петербургской академии наук. 
Храм находится посреди села, на южной стороне дороги. Его антиминс освящён в 1847 году епископом Нафанаилом. Иконостас был дощатым, вогнутым и одноярусным; солея возвышалась на одну ступень и была ограждена чугунной решеткой. Над храмом находился купол, а над колокольней — обшитый железом шпиль. Храм был обнесён оградой, ворота располагались с северной стороны.
Источниками отмечается, что в храме хранились: серебряный ковш с упоминанием даты храма Рождества Богородицы; старинный образ Рождества Богородицы с надписями: «Иоаким моляся в пустыне о плоду своем 40 дней и 40 нощей», «Анна моляся в саду о чадородии своем, зачатие св. Анны, егда зачат Пресв. Богородицу, Иоаким и Анна сотвориша велий пир и призваша священники и левиты и беседоваша с ними Иоаким и Анна принесоша Святую Богородицу пред Захарию и благословиша ю», а также подписью: «Начертал сей образ изограф Иван Суботин 1730 года, августа 15 числа».
Для церкви делали подношения князья из рода Потёмкиных. В 1841 году полковник Потёмкин обновил иконостас на сумму в 3 тыс руб. ассигнациями; в 1845 году Александр Михайлович Потёмкин пожертвовал ризы на 100 руб.; Татьяна Борисовна Потёмкина пожертвовала деньги на починку ограды и выделяла пособия причту. Также ораниенбаумский мещанин Григорий Исааков пожертвовал множество предметов церковной утвари.
В приходе находилось пять земских школ. Одна при церкви, а остальные в соседних деревнях. Рядом с церковью находилось кладбище и ещё два располагались за пределами села.
В начале XX века храм описывал российский писатель Геннадий Хлебников в автобиографической повести «Уроки в Гостилице»: 

«C жадной пытливостью она рассматривала открывшуюся с горы картину огромного поля, словно заплатками — испещренного полосками пашни, разделенными широкими межами. Это наделы крестьян села Дятлицы, избы которого виднеются вдали. Над серым скопищем их высятся зеленый купол церкви и белая башня колокольни. Выглянуло солнце, и засверкало золото церковных крестов, ожили фаски полей и осеннего леса…»— Г. Хлебников. Уроки в Гостилицах: Художественно-автобиографическая повесть. – Хабаровск: Книжное издательство. 2000 год. — 224 с.
В советский период храм был закрыт. Служивший до последних дней своей жизни иерей Павел Перов был расстрелян в 1937 году «за антисоветскую пропаганду». Такая же судьба постигла и охтинского пастыря, отца Иоанна Лескова, служившего в Дятлицкой церкви с 1925 по 1930 год и арестованного по доносу сослуживца. Постепенно закрытое здание обветшало.
В 1960-х годах сооружение поставлено на государственную охрану как памятник. К началу XXI века здание дошло в плохом состоянии с осыпавшейся кладкой и разрушенной крышей. В 2010-х годах началось восстановление храма, храм накрыт кровлей и высушен. Внутри помещения возобновились церковные службы.

## Галерея

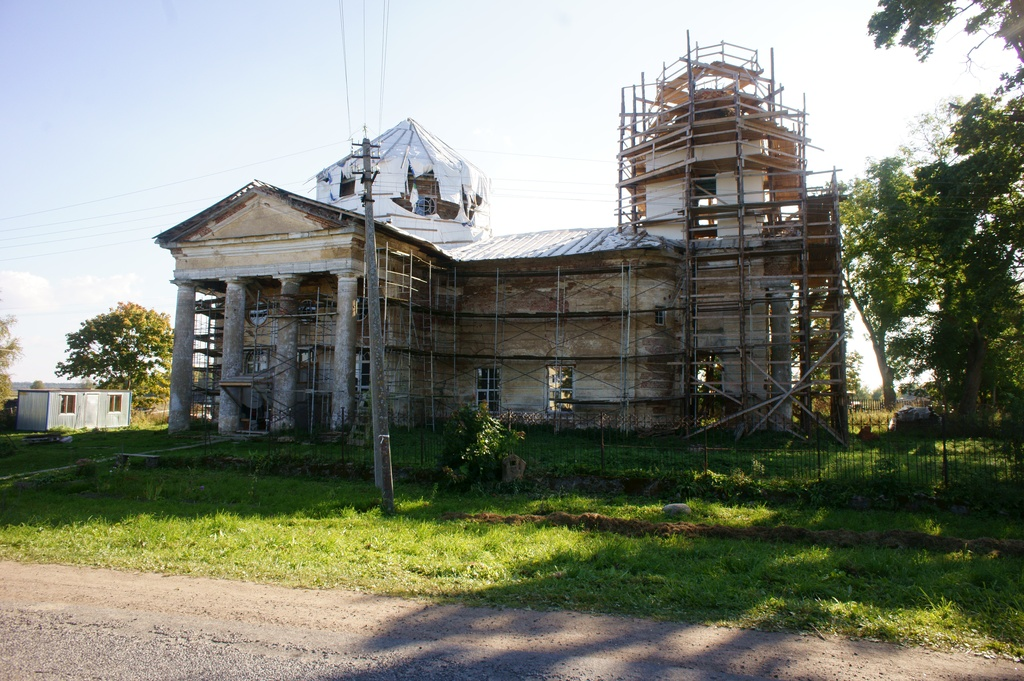
Церковь в 2013 году
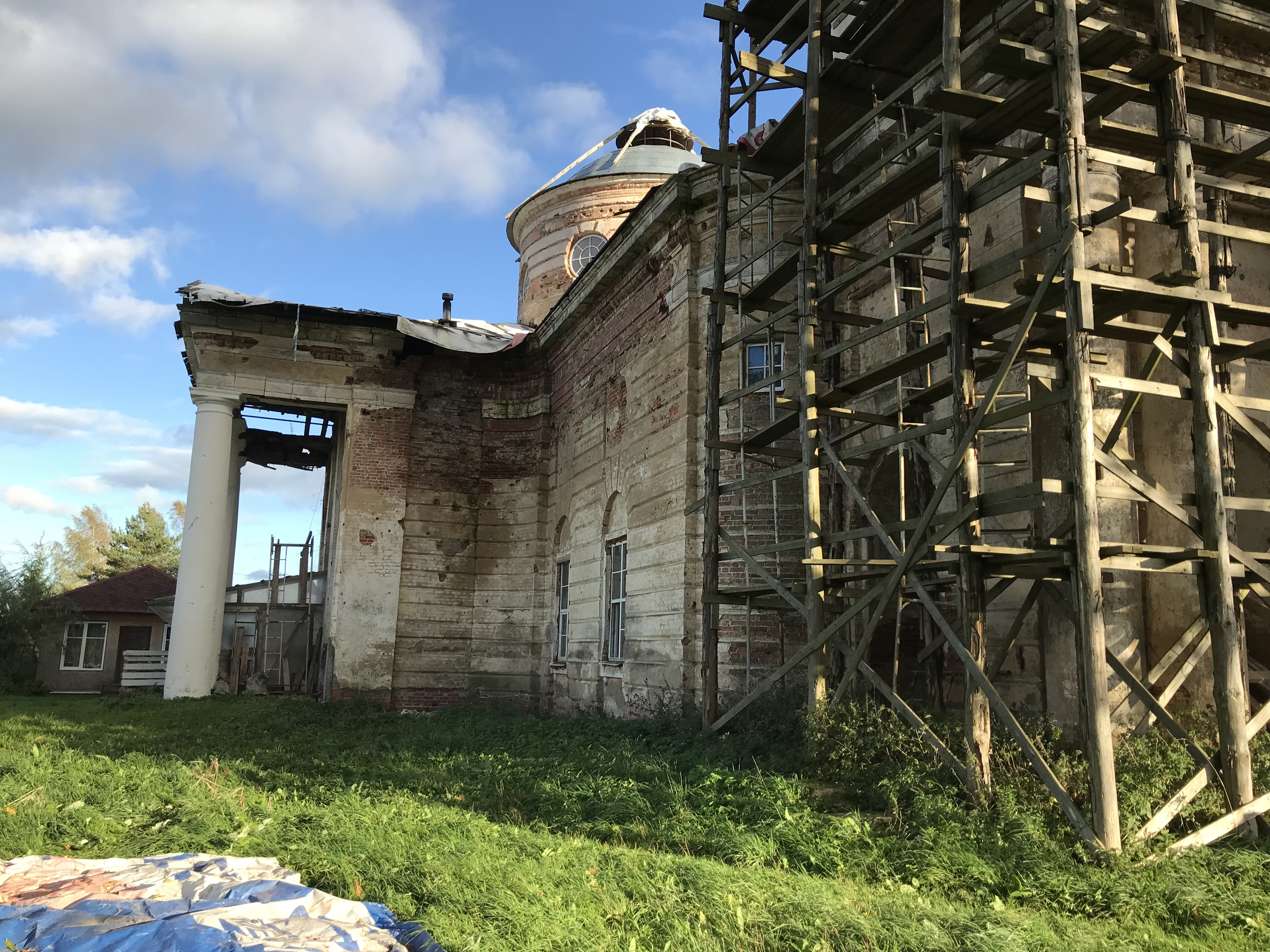
Церковь в 2018 году
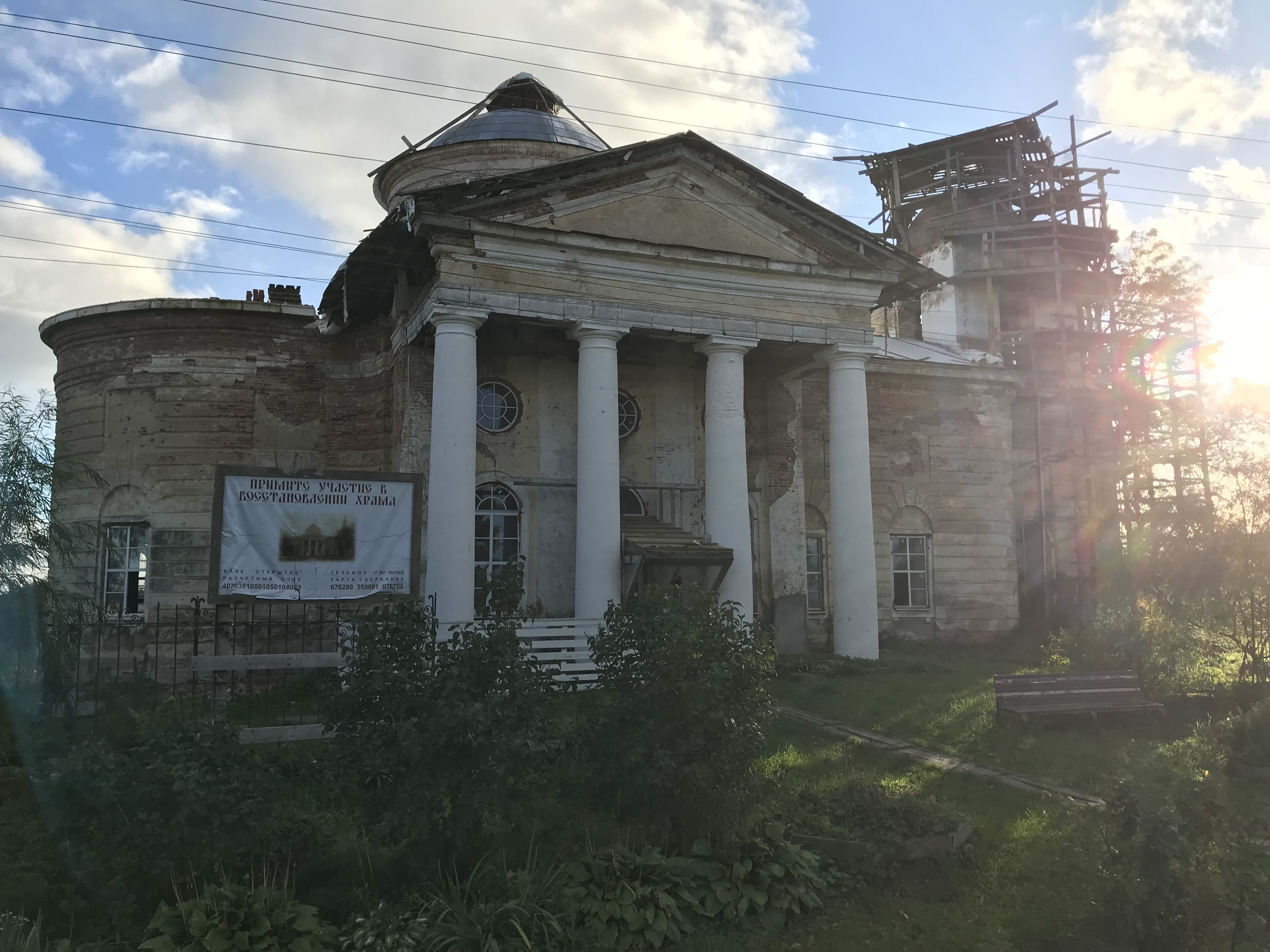
Церковь в 2018 году
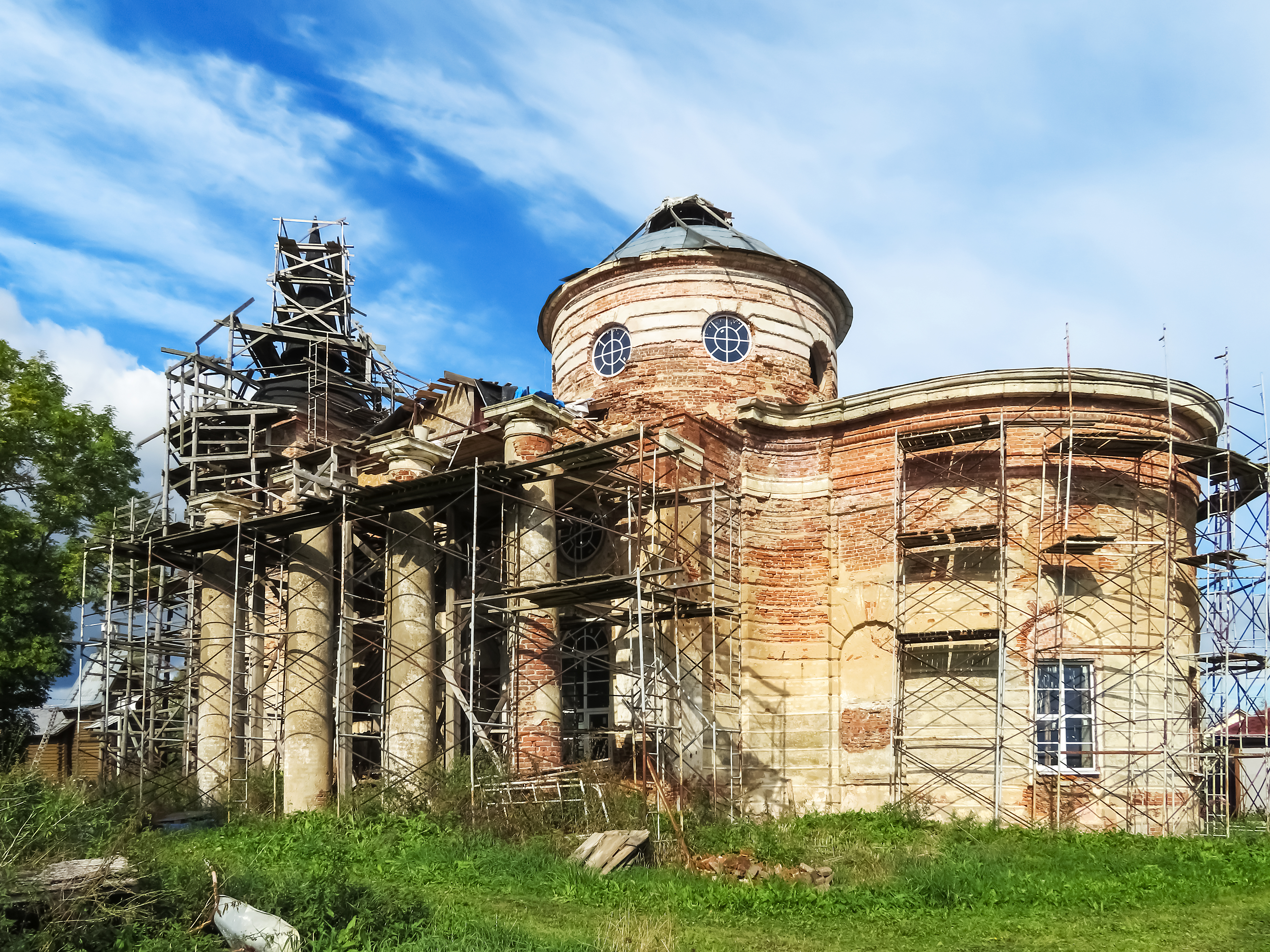
Церковь в 2022 году